# إم. كي. رن
إم. كي. رن (بالإنجليزية: M. K. Wren)‏ (5 يونيو 1938، أماريلو في الولايات المتحدة - 20 أغسطس 2016، أوريغون في الولايات المتحدة)؛ روائية أمريكية. درست في جامعة أوكلاهوما.